# 新市场街道
新市场街道，是中华人民共和国河北省保定市竞秀区下辖的一个乡镇级行政单位。

## 行政区划
新市场街道下辖以下地区：
纸厂路社区、京电社区、光明社区、廉良社区、省建社区、新市场社区、保钞社区、向阳北社区、阳光社区、天鹅社区、石化北社区、中廉良村和高庙村。